# Нове Кобялкі
Нове Кобялкі (пол. Nowe Kobiałki) — село в Польщі, у гміні Сточек-Луковський Луківського повіту Люблінського воєводства.
Населення — 296 осіб (2011).
У 1975-1998 роках село належало до Седлецького воєводства.

## Демографія
Демографічна структура станом на 31 березня 2011 року:
|          | Загалом | Допрацездатний вік | Працездатний вік | Постпрацездатний вік |
| -------- | ------- | ------------------ | ---------------- | -------------------- |
| Чоловіки | 153     | 37                 | 96               | 20                   |
| Жінки    | 143     | 31                 | 74               | 38                   |
| Разом    | 296     | 68                 | 170              | 58                   |